# Диосмектит
Диосмектит (диоктаэдрический смектит) — вещество природного происхождения (из группы смектитов), монтмориллонит. Применяется как лекарственное средство, в качестве энтеросорбента.
Выпускается промышленностью как под непатентованным химическим названием, так и в составе патентованных препаратов или БАДов (в том числе с добавками) таких как: «Неосмектин», «Смекта», «Эндосорб», «Диоктаб».

## Фармакологическое действие
Стабилизирует слизистый барьер, образует поливалентные связи с гликопротеинами слизи, увеличивает количество слизи, улучшает её гастропротекторные свойства (в отношении отрицательного действия ионов водорода соляной кислоты, желчных солей, микроорганизмов и их токсинов). Обладает селективными сорбционными свойствами, которые объясняются его дискоидно-кристаллической структурой; адсорбирует находящиеся в просвете желудочно-кишечного тракта микроорганизмы. В терапевтических дозах не влияет на моторику кишечника. В организме не всасывается и выводится кишечником в неизменённом виде.
Защищает слизистую оболочку пищеварительного тракта от отрицательного действия ионов водорода (соляной кислоты), желчных солей, бактерий и их токсинов, других агрессивных факторов.

## Показания
Диарея (аллергического, лекарственного генеза; нарушение режима питания и качественного состава пищи), гастрит, язвенная болезнь желудка и двенадцатиперстной кишки, колит; диарея инфекционного генеза — в составе комплексной терапии. Симптоматическое лечение изжоги, метеоризма, связанных с заболеваниями желудочно-кишечного тракта.

## Побочное действие
Как побочные явления могут возникать запоры, редко метеоризм, рвота. Очень редко зуд, сыпь, аллергические реакции по типу крапивницы.
За счёт адсорбции уменьшает скорость и степень всасывания одновременно принимаемых лекарственных средств, поэтому интервал между приемом смектита и других лекарств должен составлять 1—2 часа.

## Противопоказания
Противопоказан при гиперчувствительности к действующему веществу и к вспомогательным компонентам (ароматизаторы, формообразователи и т. д.) препаратов, а также при непроходимости кишечника. Также при хронических тяжелотекущих запорах нежелателен.
Неэффективен при диареях несекреторной природы, к примеру при синдроме раздражённого кишечника и т. д. При заболеваниях сопровождающихся мальабсорбцией вследствие нарушения кишечного всасывания и переваривания пищи, может привести к ещё более выраженному снижению всасывания, в первую очередь витаминов и микроэлементов.